# Pedionis cherraensis
Pedionis cherraensis är en insektsart som beskrevs av Chandrasekhara A. Viraktamath 1996. Pedionis cherraensis ingår i släktet Pedionis och familjen dvärgstritar. Inga underarter finns listade i Catalogue of Life.